# Zrínyi VI. Miklós
Zrínyi VI. Miklós (Csáktornya, 1580-as évek - ?, 1625. március 24.) Zrínyi IV. György és Stubenberg Zsófia grófnő elsőszülött fia, Zrínyi V. György bátyja.
1608-ban dunántúli főkapitánnyá nevezték ki. 1619-ben csatlakozott Bethlen Gáborhoz, és mindvégig kitartott mellette. Nádasdy Ferenc és Báthori Erzsébet leányával, Nádasdy Annával kötött házassága gyermektelen maradt.

## Külső hivatkozások
- Magyar életrajzi lexikon